# Muscari stenanthum
Muscari stenanthum là một loài thực vật có hoa trong họ Măng tây. Loài này được Freyn mô tả khoa học đầu tiên năm 1885.